# Xeniya Stankevich
Xeniya Stankevich –en bielorruso, Ксенія Станкевіч– (28 de enero de 1996) es una deportista bielorrusa que compite en lucha libre.
Ganó dos medallas de bronce en el Campeonato Europeo de Lucha, en los años 2019 y 2020, ambas en la categoría de 50 kg.

## Palmarés internacional
| Campeonato Europeo | Campeonato Europeo | Campeonato Europeo | Campeonato Europeo |
| Año                | Lugar              | Medalla            | Categoría          |
| ------------------ | ------------------ | ------------------ | ------------------ |
| 2019               | Bucarest (Rumania) | Medalla de bronce  | 50 kg              |
| 2020               | Roma (Italia)      | Medalla de bronce  | 50 kg              |